# سیارک ۲۷۹۷۸
سیارک ۲۷۹۷۸ (به انگلیسی: 27978 Lubosluka، نامگذاری:1997UN9) بیست و هفت هزار و نهصد و هفتاد و هشتمین سیارک کشف شده‌است که در ۲۹ اکتبر ۱۹۹۷ کشف شد.